# Súng hỏa mai Giao Chỉ

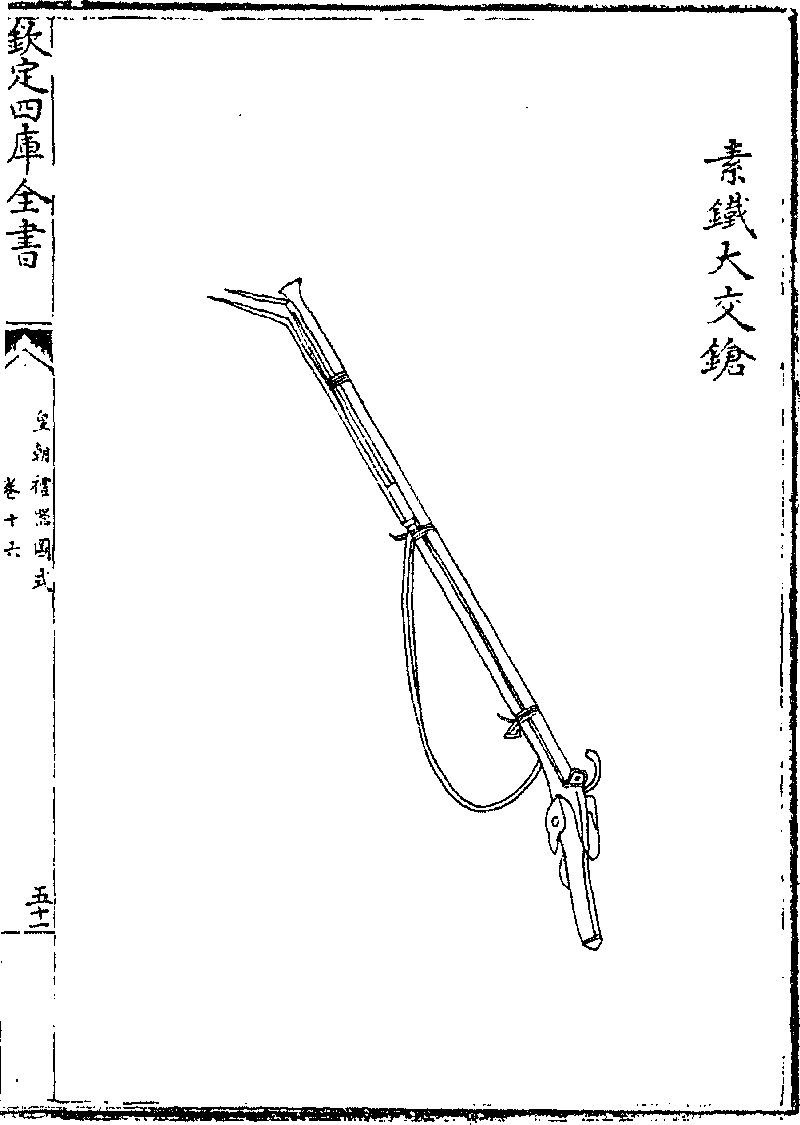
Súng Giao Chỉ năm 1739. Tranh trong "Hoàng triều lễ khí đồ thức" (皇朝禮器圖式) đời Thanh.

Loại vũ khí người Trung Quốc gọi là Giao súng (交銃, nghĩa là "súng Giao Chỉ") là để chỉ những súng hỏa mai có xuất xứ từ Đại Việt.

## Lịch sử
Đại Việt từng có truyền thống sử dụng hỏa khí từ khá sớm. Vào cuối thế kỷ 14, vua Champa Chế Bồng Nga từng tử trận khi trúng đạn của quân nhà Trần khi đang thị sát trên sông Hải Triều. Sang đến đời nhà Hồ có Hồ Nguyên Trừng chế tạo Thần Cơ Sang pháo. Sang đến thời Lê Sơ, hỏa khí bắt đầu được sử dụng đại trà trong quân đội. Tại Thái Lan đã phát hiện một khẩu súng cổ mà ban đầu người ta cho là xuất xứ từ Trung Quốc, nhưng dựa trên những chữ khắc trên súng thì họ đã xác nhận nguồn gốc Đại Việt của nó. Đây rất có thể là di vật của cuộc xâm lược vương quốc Lanna (vùng Chiang Mai ngày nay) dưới thời Lê Thánh Tông năm 1479–1484.
Đến thế kỷ 16, khi người châu Âu đến Đại Việt giao thương, vũ khí phương tây được các lãnh chúa mua để trang bị cho quân đội của mình và súng hỏa mai bắt đầu du nhập vào Đại Việt từ đó. Súng hỏa mai Đại Việt không chỉ được sử dụng rộng rãi trong nước mà còn được du nhập vào nhà Minh sau những cuộc xung đột tại biên giới giữa nhà Mạc với các thổ ty dân tộc thiểu số ở Quảng Tây và Vân Nam.
Súng Giao Chỉ không chỉ được đánh giá rất cao bởi người Trung Quốc mà còn được các nhà quan sát phương Tây đặc biệt khen ngợi về độ chính xác cao qua những gì họ nhìn thấy trong các cuộc chiến tranh Lê-Mạc và Trịnh-Nguyễn. Người đời nhà Minh còn đánh giá súng điểu thương Đại Việt là "súng tốt nhất thế giới", thậm chí còn vượt mặt cả súng Ottoman, súng Nhật Bản và súng châu Âu. Theo tiến sĩ Lý Bá Trọng, cựu trưởng khoa sử học trường Đại học Thanh Hoa, thì:
Vào đời Minh mạt, người An Nam chế tạo ra Hỏa thương hiệu năng vượt trội, người Trung Quốc gọi là "Giao súng" (tức là súng Giao Chỉ). Một số người cho rằng, loại súng Giao Chỉ này uy lực lẫn phương diện tính năng đều hơn hẳn súng Tây phương, súng Nhật Bản, điểu súng lẫn súng Lỗ Mật.
 在明末，安南人開發出了一種性能優良的火繩槍，中國人稱之為「交銃」（意即交趾火銃）。有人認為這種交銃在威力及性能等方面都優越於西方和日本的「鳥銃」及「魯密銃」

Lưu Hiến Đình sống cuối đời Minh đầu đời Thanh có nhận xét:
"Hỏa thương Giao Chỉ là tinh hoa của thiên hạ."

Súng Đại Việt có thể xuyên thủng nhiều lớp giáp sắt, có thể giết từ 2 đến 5 người bằng một viên nhưng lại không phát ra âm thanh quá lớn khi bắn.